# Kevin Stittle
Kevin Stittle (Brampton, 18 de julio de 1979) es un deportista canadiense que compitió en vela en la clase Tornado.
Ganó una medalla de plata en el Campeonato Mundial de Tornado de 2008. Participó en los Juegos Olímpicos de Pekín 2008, ocupando el cuarto lugar en la clase Tornado.

## Palmarés internacional
| \| Campeonato Mundial \| Campeonato Mundial \| Campeonato Mundial \| Campeonato Mundial \| \| Año \| Lugar \| Medalla \| Clase \| \| ------------------ \| ------------------------ \| ------------------ \| ------------------ \| \| 2008 \| Auckland (Nueva Zelanda) \| Medalla de plata \| Tornado \| |                          |                  |         |
| Campeonato Mundial |                          |                  |         |
| Año | Lugar                    | Medalla          | Clase   |
| 2008 | Auckland (Nueva Zelanda) | Medalla de plata | Tornado |